# موسی سیدیبه
موسی سیدیبه (انگلیسی: Moussa Sidibé؛ زادهٔ ۲۲ اوت ۱۹۸۱) بازیکن فوتبال اهل فرانسه است.
از باشگاه‌هایی که در آن بازی کرده‌است می‌توان به باشگاه فوتبال ونس، باشگاه فوتبال ابسفلیت یونایتد، باشگاه فوتبال کلرمون فوت، باشگاه فوتبال نیم المپیک، و باشگاه فوتبال ولینگ یونایتد اشاره کرد.